# Бінауральний запис
Бінауральний запис — метод стереофонічного запису, при якому різними методами досягається відчуття бінаурального ефекту при прослуховуванні через навушники. Зазвичай бінауральній запис робиться за допомогою спеціальних мікрофонів, форма яких відтворює особливості будови людської голови і вух. Також, бінауральний запис робиться за допомогою «внутрішньовушних мікрофонів», а також за допомогою спеціальної обробки та міксування стерео- та моно-записів.
Термін «бінауральний запис» не треба плутати із стерео-записом. Звичайний стерео-запис не створює бінаурального ефекту при прослуховуванні, бо не враховує вплив будови людської голови та вух на «звукову картину».

## Техніка запису

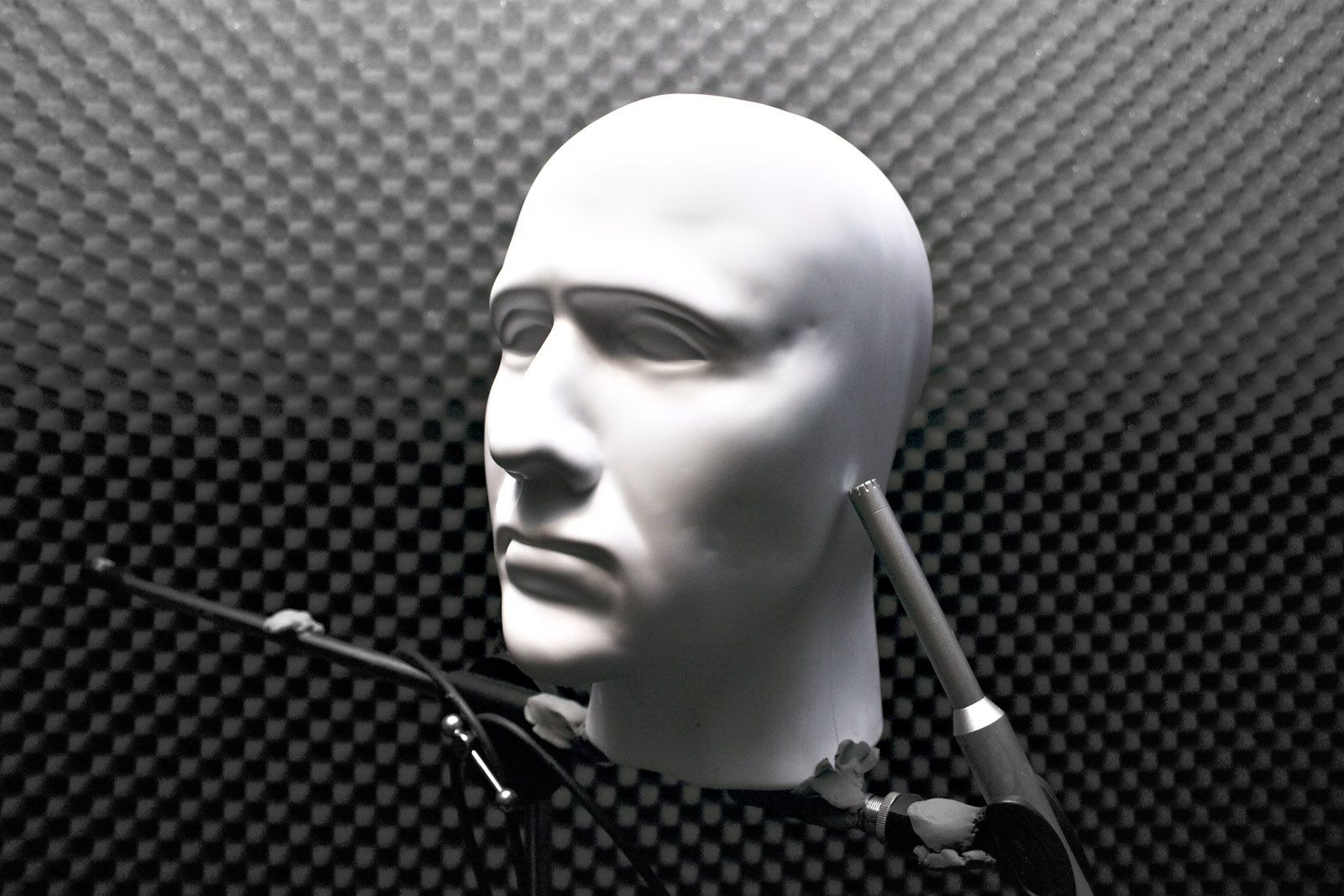
Манекен, який не відтворює форми вух (другий мікрофон за манекеном).

Основа бінаурального ефекту криється в неоднорідності акустичних характеристик людських вух для різних кутів по горизонталі та вертикалі, а також у впливі анатомічних особливостей людини на звукове поле — так звана «звукова тінь». Тож для бінаурального запису використовують мікрофони, які змонтовані всередині спеціальних манекенів, що відтворюють форму голови та (або) вух. Це дозволяє повністю записати спотворення звукового поля які виникають коли звук огинає голову та відбивається від зовнішнього та внутрішнього вух. Але, оскільки кожна людина має унікальну анатомію вух, та з цією анатомією звикає чути світ, форми манекена є наближеними до середньостатистичних. Тому звукова картина при прослуховуванні у деяких людей може відрізнятися від записуваної.
Також використовуються внутрішньовушні мікрофони, які закладаються у вуха як навушники-вкладиші. Такий тип мікрофонів не потребує манекена, замість якого використовується голова людини, та дає дуже точну акустичну картину для цієї людини, але такий запис є менш універсальним.